# Gradski stadion (Borovo Naselje)
Gradski stadion – stadion sportowy w Borovo Naselje, części miasta Vukovar, w Chorwacji. Został otwarty w 1937 roku. Obiekt może pomieścić 6000 widzów. Swoje spotkania rozgrywają na nim piłkarze klubu HNK Borovo Vukovar. Na stadionie jedno spotkanie rozegrała reprezentacja Jugosławii, pokonując 24 kwietnia 1980 roku w meczu towarzyskim Polskę 2:1.